# Делхај (Њујорк)
Делхај (енгл. Delhi) град је у америчкој савезној држави Њујорк.

## Демографија
По попису из 2010. године број становника је 3.087, што је 504 (19,5%) становника више него 2000. године.
| Група             | 2000.         | 2010.         |
| Белци             | 2.213 (85,7%) | 2.518 (81,6%) |
| Афроамериканци    | 180 (7,0%)    | 249 (8,1%)    |
| Азијати           | 47 (1,8%)     | 59 (1,9%)     |
| Хиспаноамериканци | 111 (4,3%)    | 229 (7,4%)    |
| Укупно            | 2.583         | 3.087         |